# 小行星9413
小行星9413（9413 Eichendorff）是一颗绕太阳运转的小行星，为主小行星带小行星。该小行星于1995年9月21日发现。

## 轨道参数
小行星9413的轨道半长轴为2.3442161 UA，离心率为0.191。